# NOD32
NOD32 je protivirusni program, ki ga je razvilo slovaško podjetje Eset okoli leta 1990. Program deluje na operacijskih sistemih MS Windows, Linux ter FreeBSD. 

## Programi, ki uporabljajo NOD32
- brezplačen dodatek, ki integrira NOD32 v mail strežnik maiEnable Arhivirano 2020-08-08 na Wayback Machine. (angleško)